# 武尔姆斯哈姆
武尔姆斯哈姆是德国巴伐利亚州的一个市镇。总面积28.15平方公里，总人口1315人，其中男性676人，女性639人（2011年12月31日），人口密度47人/平方公里。